# Baiyang Dian
Baiyang Dian är en sjö i Kina. Den ligger i provinsen Hebei, i den norra delen av landet, omkring 120 kilometer söder om huvudstaden Peking. Baiyang Dian ligger 7 meter över havet. Arean är 366 kvadratkilometer. I omgivningarna runt Baiyang Dian växer i huvudsak barrskog.
Genomsnittlig årsnederbörd är 688 millimeter. Den regnigaste månaden är juli, med i genomsnitt 258 mm nederbörd, och den torraste är januari, med 3 mm nederbörd.